# Henriville

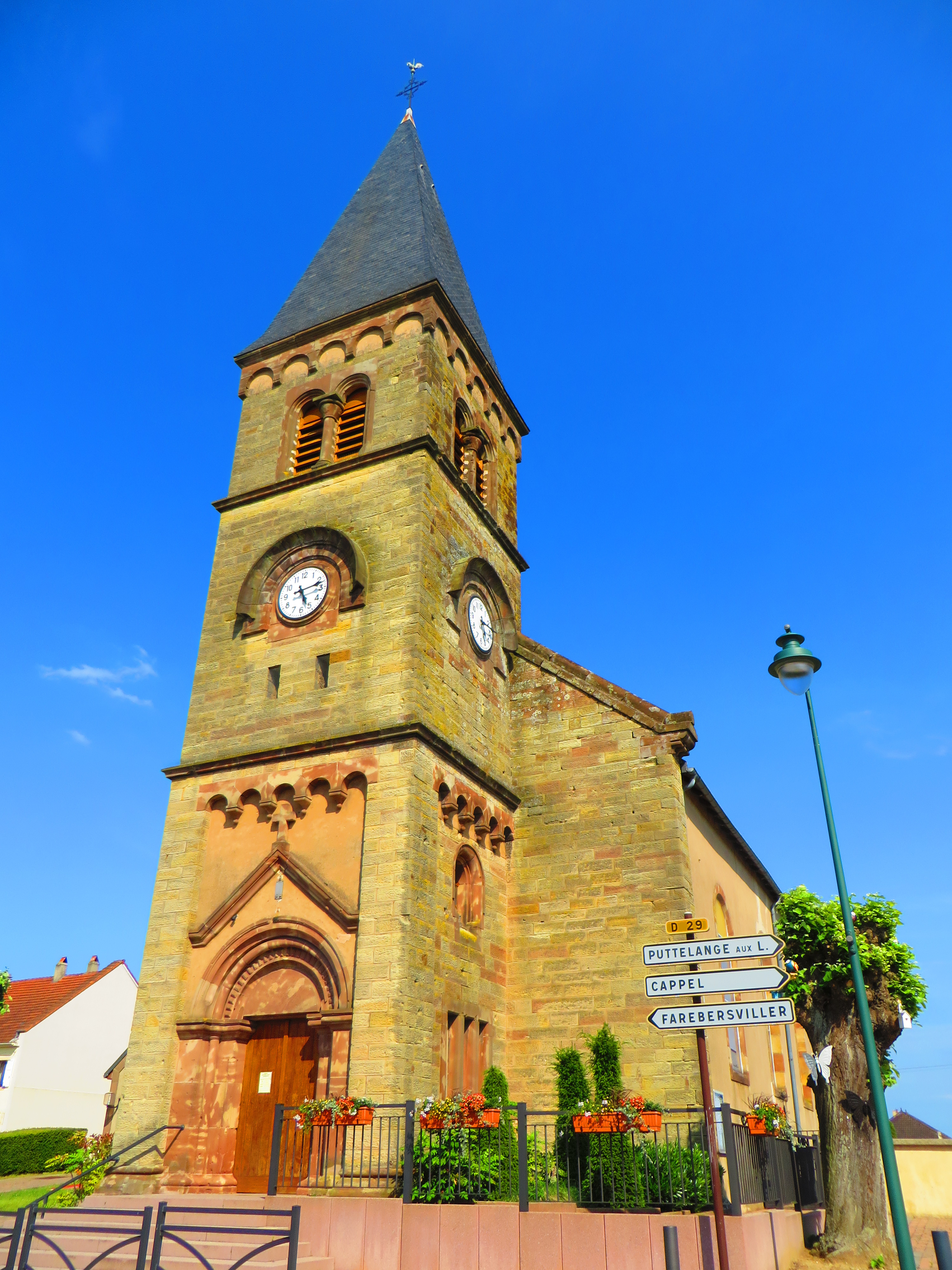
Kirche Saint-Mathieu

Henriville (deutsch Herrchweiler) ist eine französische Gemeinde mit 753 Einwohnern (Stand 1. Januar 2022) im Département Moselle in der Region Grand Est (bis 2015 Lothringen). Sie gehört zum Arrondissement Forbach-Boulay-Moselle und zum Gemeindeverband Freyming-Merlebach.

## Geografie
Henriville liegt fünf Kilometer südlich der Grenze zum Saarland (bei Naßweiler). Das nur 3,93 km² umfassende Gemeindegebiet wird im Westen, Süden und Osten von einem Waldgebiet begrenzt, im Norden hat Henriville zusammen mit den Gemeinden Seingbouse und Farébersviller einen Anteil am 100 Hektar großen Industriepark Megazone Moselle-Est. Im Norden wird das Gebiet Henrivilles vom Kochernbach entwässert, der über die Rossel der Saar zufließt, im Südosten der Gemeinde entspringt der Weihergraben, ein Nebenfluss des Mutterbaches, der über die Albe zur Saar strömt. Zwischen beiden Quellbächen, die in entgegengesetzte Richtungen fließen, liegt Henriville somit auf einer Wasserscheide. Nachbargemeinden von Henriville sind Farébersviller im Norden, Farschviller im Südosten sowie Seingbouse im Westen.

## Geschichte
Henriville ist eine Gründung des Heinrich II. von Lothringen (Henri II. de Lorraine) im Jahr 1608. Zwischen 1811 und 1847 war Henriville Teil der Gemeinde Farébersviller.

### Bevölkerungsentwicklung
| Jahr      | 1962 | 1968 | 1975 | 1982 | 1990 | 1999 | 2006 | 2014 | 2021 |
| --------- | ---- | ---- | ---- | ---- | ---- | ---- | ---- | ---- | ---- |
| Einwohner | 502  | 503  | 639  | 875  | 812  | 764  | 755  | 760  | 749  |

Im Jahr 1982 wurde mit 875 Bewohnern die bisher höchste Einwohnerzahl ermittelt. Die Zahlen basieren auf den Daten von cassini.ehess und INSEE.

## Sehenswürdigkeiten
- Kirche Saint-Mathieu aus dem Jahr 1827

## Wirtschaft und Infrastruktur
Henriville ist heute eine Wohngemeinde für viele Beschäftigte umliegender Industriebetriebe. Die Landwirtschaft spielt mit zwei Betrieben nur noch eine untergeordnete Rolle.
Im Industriepark Megazone Moselle-Est nördlich der Gemeinde haben sich unter anderem Chemiefirmen und Speditionen angesiedelt. Darüber hinaus gibt es in Henriville mehrere mittelständische Metallbau-Unternehmen. Der Park profitiert von der günstigen Verkehrsanbindung an der Autobahn Paris-Straßburg (Anschluss Farébersviller), unweit des Abzweigs nach Saarbrücken.
Durch Henriville führt die Fernstraße D 29 von Cocheren nach Insming. Der nächste Bahnhof befindet sich in der Nachbargemeinde Farébersviller an der Bahnlinie Béning-Sarreguemines-Bitche.

## Belege
1. ↑  Ortsname auf cassini.ehess.fr
2. ↑  Henriville auf cassini.ehess
3. ↑  Henriville auf INSEE
4. ↑  Unternehmen auf annuaire-mairie.fr (französisch)